# Picumnus fulvescens
El Carpinterito Canela o Carpinterito Castaño Claro, Picumnus fulvescens es una especie de ave piciforme, perteneciente a la familia Picidae, del género Picumnus.

## Localización
Es una especie de ave endémica de Brasil, se localiza al sur este de Pernambuco y Alagoas.